# Chromodoris africana
Doris africain
Espèce
Synonymes
- Chromodoris elisabethina var. africana Eliot, 1904[1]

Chromodoris africana, communément appelé le Doris africain, est une espèce de nudibranches de la famille des Chromodorididae.

## Description
Ce nudibranche, d'une taille maximum de 8 cm, possède une marge de manteau tricolore, jaune, blanc et noir. Il a aussi deux bandes blanches plus étroites. Les rhinophores et les panaches sont orange.

## Biotope
Il se trouve sur les côtes coralliennes de l'océan Indien jusqu'en Afrique du Sud, y compris les îles telles que Madagascar, ainsi que dans la mer Rouge, entre 5 et 30 m de profondeur.